# Великие Загорцы
Вели́кие Заго́рцы (укр. Великі Загірці) — село в Таракановской сельской общине Дубенского района Ровненской области Украины.
Население 170 человек. Расположено в 7,5 км к западу от райцентра Дубно. Ближайший населённый пункт — село Малые Загорцы, рядом с которым, на месте падения самолёта, стоит памятник Иванову И. И.
В 3,5 км к юго-востоку находится ж/д станция Подлужье.